# Hermann Ampach (Politiker, 1859)
Wilhelm Friedrich Hermann Ampach (* 25. Dezember 1859 in Leumnitz; † 26. April 1928 ebenda) war ein deutscher Rittergutsbesitzer und Politiker.

## Leben
Albrecht war der Sohn des Rittergutsbesitzers und Reichstagsabgeordneten Hermann Ampach und dessen erster Ehefrau Johanne Clara geborene Vogt. Er war evangelisch-lutherischer Konfession und heiratete am 25. Juni 1892 in Gera Marie Louise Bauer (* 16. August 1871 in Gera; † 9. April 1919 in Leumnitz), die Tochter des Fabrikanten Gustav Moritz Bauer aus Gera.
Albrecht war Landwirt in Leumnitz und seit Sommer 1892 Besitzer des Ritterguts Leumnitz. 1913 wurde er zum Landkammerrat ernannt. Vom 28. Dezember 1916 bis zum 12. Februar 1919 war er Abgeordneter im Landtag Reuß jüngerer Linie.